# پیز کامبول
پیز کامبول (به لاتین: Piz Combul) یک کوه در سوئیس است که در کانتون گراوبوندن واقع شده‌است. پیز کامبول ۲٬۹۰۱ متر بالاتر از سطح دریا واقع شده‌است.